# Glen Drover
Glen Drover (ur. 25 maja 1969 w Ottawie) – kanadyjski muzyk, kompozytor i gitarzysta. Drover współpracował z takimi zespołami jak Eidolon, King Diamond, Testament czy Megadeth, jest bratem Shawn Drover'a.
W 2011 roku nakładem wytwórni muzycznej Magna Carta Records ukazał się debiutancki album solowy gitarzysty zatytułowany Metalusion. W 2013 roku muzyk zaadaptował tytuł płyty  Metalusion jako nazwę nowego zespołu. Drover zaprosił do składu muzyków z którymi współpracował w trakcie nagrań albumu solowego.

## Instrumentarium
- Glen Drover Signature Dean USA Cadillac Electric Guitar[7]
- Dean Vendetta Electric Guitar[7]
- Dean Deceiver Electric Guitar[7]